# ジャック・キングストン

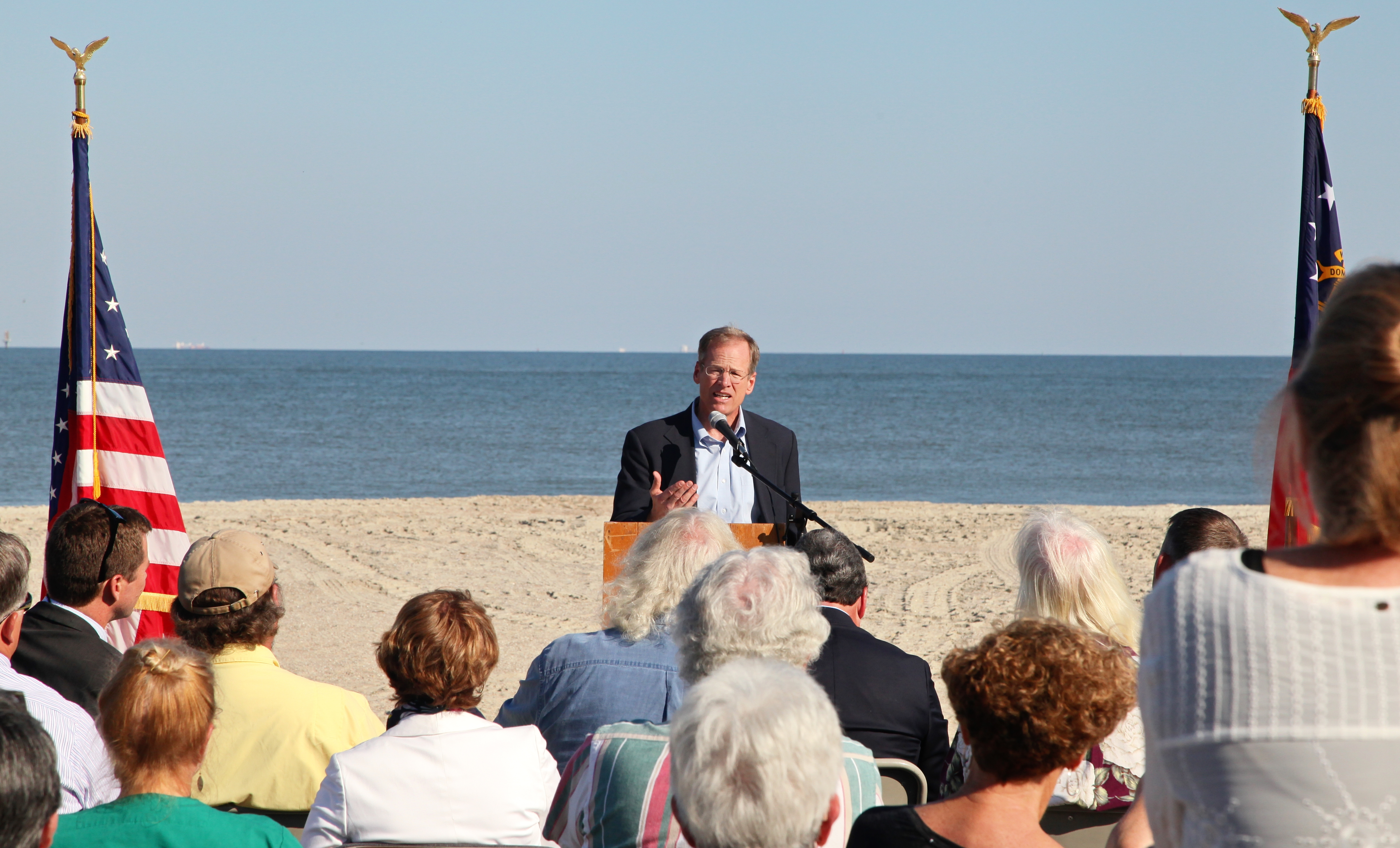
キングストン

ジョン・ヘッデンズ・"ジャック"・キングストン（英語：John Heddens "Jack" Kingston、1955年4月24日 - ）は、アメリカ合衆国の政治家、政治評論家。ジョージア州第1区連邦下院議員であった。共和党所属であり、2002年から2006年の間に共和党の下院委員会副委員長を務めた。2014年に連邦上院の候補となったが、落選した。スクワイヤ・パットン・ボッグスで政策コンサルタントを務め、2015年よりジョージア州共和党財団会長に就任した。2016年アメリカ合衆国大統領選挙での大統領予備選挙でテッド・クルーズを支援したが、その後ドナルド・トランプのシニア・アドバイザーと報道官を務めた。2017年よりCNNで政治評論家として活動している。

## 履歴
1955年4月24日にテキサス州ブライアンに誕生する。父にニューヨーク出身の大学教授、母はロサンゼルスの出身である。子供時代にエチオピアに1度滞在し、ジョージア州アセンズに育った。1978年にジョージア大学を卒業した。1977年からサバンナ市で保険営業や農産営業で働き、1982年から政治家として活動した。

### ジョージア州議会議員
1984年の選挙に民主党候補者のボビー・フィリップスに当選した。その後、1986年・1988年・1990年の選挙において無競争で再選した。

### 連邦下院議員
1992年に民主党保守派のリンドセー・トーマス議員が引退を発表し、キングストンが後任の選挙に出馬した。投票の58パーセントでキングストンが当選し、この選挙区ではレコンストラクション時代以降初めての共和党議員となった。キングストンはその後10回再選され、1998年及び2004年の選挙には無競争となった。
牧島かれん衆議院議員は、ワシントン滞在中の2001年にキングストンの議員事務所で研修した。

### 連邦上院出馬
サクスビー・チャンブリス上院議員が引退を発表した後、キングストンが2013年5月に上院選挙の立候補を発表した。しかし、2013年7月22日の共和党予備選挙決選投票で49パーセントしか得られず落選した。